# Rogóźno (Łowicz)
Pour les articles homonymes, voir Rogóźno.
Rogóźno (prononciation [rɔˈɡuʑnɔ]) est un village de la gmina de Domaniewice, du powiat de Łowicz, dans la voïvodie de Łódź, situé dans le centre de la Pologne.
Il se situe à environ 4 kilomètres au nord de Domaniewice (siège de la gmina), 11 kilomètres au sud-ouest de Łowicz (siège du powiat) et 38 kilomètres au nord-est de Łódź (capitale de la voïvodie).
Sa population s'élevait approximativement à 560 habitants.

## Administration
De 1975 à 1998, le village était attaché administrativement à l'ancienne voïvodie de Skierniewice.

Depuis 1999, il fait partie de la nouvelle voïvodie de Łódź.